# 이스즈요리히메노미코토
이스즈요리히메미코토(일본어: 五十鈴依媛命,?~?)는 일본 서기, 선대구사본기에 따르면 스이제이 천황의 황후이며, 코토시로누시(事代主)의 딸(어머니의 이름은 미상), 안네이 천황의 어머니, 이스즈요리히메이다. 언니 히메타타라이스즈히메는 진무 천황의 황후가 된다. 남편은 결사 팔대이기 때문에 남편 스이제이 천황과 동시에 실재하지 않는다는 설이 있다. 일본 서기에 의하면, 이스즈요리히메노미코토는 코토시로누시의 소녀(일본어: おとむすめ 오토무스메[*])로 되어 있는데, 이것은 스이제이기 2년 조에 안네이 천황의 아버지인 스이제이 천황은 이스즈요리히메을 세워 황후로 삼으로서. 즉, "천황의 이모가 되소서"와 맞아 떨어진다. 덧붙여 고사기에는 이스즈요리히메노미코토는 등장하지 않고 카와마타비메가 스이제이 천황)의 황후로 기록되어 있다.

## 가족
- 부 : 코토시로누시노카미(事代主神)
- 모 : 타마쿠시히메노미코토(玉櫛姬命)?
  - 언니 : 히메타타라이스즈히메(媛蹈鞴五十鈴媛命) - 제1대 진무 천황(神武天皇)의 황후
- 남편 : 제2대 스이제이 천황(綏靖天皇, 기원전 632년~기원전 549년)
  - 아들 : 제3대 안네이 천황(安寧天皇, 기원전 577년~기원전 510년)
  - 며느리 : 누나소코나카츠히메노미코토(渟名底仲媛命)

## 천황 약어 계보

천황 약어 계보